# Alpi Centro-occidentali di Berchtesgaden
Le Alpi Centro-occidentali di Berchtesgaden (in tedesco Zentralwestliche Berchtesgadner Alpen) sono un gruppo montuoso delle Alpi di Berchtesgaden. Si trovano in Austria (Salisburghese) e Germania (Baviera).
In accordo con la loro denominazione costituiscono la parte centro-occidentale delle Alpi di Berchtesgaden.

## Classificazione
La SOIUSA le vede come un supergruppo alpino con la seguente classificazione:
- Grande parte = Alpi orientali
- Grande settore = Alpi Nord-orientali
- Sezione = Alpi Settentrionali Salisburghesi
- Sottosezione = Alpi di Berchtesgaden
- Supergruppo = Alpi Centro-occidentali di Berchtesgaden
- Codice = II/B-24.III-C

## Suddivisione
La SOIUSA le suddivide in due gruppi e quattro sottogruppi:
- Watzmannstock (5)
  - Watzmann (5.a)
  - Catena Archenkopf-Grünstein (5.b)
- Catena dell'Hochkalter (6)
  - Gruppo dell'Hocheisspitz (6.a)
  - Gruppo dell'Hochkalter (6.b)

Il Watzmannstock ne costituisce la parte orientale mentre la Catena dell'Hochkalter si trova ad occidente.

## Monti
I monti principali del gruppo sono:
- Watzmann - 2.713 m
- Hochkalter - 2.607 m
- Hocheisspitze - 2.521 m
- Große Archenkopf - 2.391 m
- Grünstein - 1.304 m